# MSBS M51
M51 SLBM – francuski strategiczny trzystopniowy pocisk balistyczny klasy SLBM na paliwo stałe, przenoszący do 10 głowic typu MIRV z ładunkiem termojądrowym, każda o mocy 100-300 kT. Zaprojektowany dla atomowych okrętów podwodnych typu Le Triomphant i budowany przez EADS Space Transportation. Jest najnowszym pociskiem rodziny MSBS (Mer-Sol-Balistique Stratégique), zastępującym model M45. Jest międzykontynentalnym pociskiem balistycznym o zasięgu 8 000–10 000 km i osiąganej prędkości 25 macha (~30 000 km/h). 64 pociski są w aktywnej służbie, zbudowano łącznie 192 szt. 

## Wersje
Są dostępne w dwóch wersjach:
- M51.1 z głowicami termojądrowymi 150 Kt TN 75(inne języki)
- M51.2 z głowicami termojądrowymi 100 Kt i 300 Kt TNO(inne języki).

Od 2014 roku rozwijana jest wersja M51.3, z planowanym wejściem do służby w 2025 roku. Pocisk docelowo ma mieć większy zasięg o kilkaset kilometrów i być na wyposażeniu nowej generacji atomowych okrętów podwodnych SNLE 3G.

## Historia
W grudniu 1992 roku rozpoczął się pełnoskalowy program M-5, zaś lutym 1996 roku rozwój programu został oficjalnie potwierdzony z pewnymi zmianami wynikającymi z ograniczeń budżetowych. Pocisk zmienił jednak nazwę na M-51, z zachowaniem większości charakterystyk M-5. 
Pierwszy (nieuzbrojony) lot testowy został wykonany 9 listopada 2006 roku, cel został osiągnięty po dwudziestu minutach. Kolejne udane próby przeprowadzono 21 czerwca 2007 i 13 listopada 2008. M51 wszedł do służby w 2010 roku.
5 maja 2013 doszło do pierwszej nieudanej próby. Rakieta odpalona z okrętu Le Vigilant w zatoce Audierne 15 mil od wybrzeży Bretanii uległa samozniszczeniu.